# سالاد کلوچه
سالاد کوکی یک سالاد دسر از ایالت‌های مینه سوتا و داکوتای شمالی است که با آب دوغ، پودینگ وانیلی، خامه فرم گرفته، پرتقال ماندارین و کلوچه‌های فاج کوتاه تهیه می‌شود. سالادهای دسر، مانند سالاد برنج و کلوچه، در غذاهای غرب میانه ایالات متحده بیشتر از سایر مناطق این کشور رایج است. آنها در بین بچه‌ها محبوب هستند و سهم مشترکی در سفره‌های تعطیلات و غذاها دارند. توت‌ها را نیز می‌توان اضافه کرد. این سالاد در مناطق دیگر غرب میانه ایالات متحده نیز تهیه می‌شود.